# Tisra
Tisra là một thị trấn thống kê (census town) của quận Dhanbad thuộc bang Jharkhand, Ấn Độ.

## Nhân khẩu
Theo điều tra dân số năm 2001 của Ấn Độ, Tisra có dân số 53.547 người. Phái nam chiếm 56% tổng số dân và phái nữ chiếm 44%. Tisra có tỷ lệ 58% biết đọc biết viết, thấp hơn tỷ lệ trung bình toàn quốc là 59,5%: tỷ lệ cho phái nam là 68%, và tỷ lệ cho phái nữ là 44%. Tại Tisra, 15% dân số nhỏ hơn 6 tuổi.